# Гласс, Рон
Рональд Э. «Рон» Гласс (10 июля 1945, Эвансвилл, штат Индиана, США — 25 ноября 2016, Лос-Анджелес, США) — американский актёр. Больше всего известен ролью в телевизионной комедии «Барни Миллер» (1975—1982) и как духовный пастырь Дерриал Бук в научно-фантастическом сериале «Светлячок» и в его продолжении, фильме «Миссия „Серенити“».

## Ранние годы
Родился в семье Летии и Крампа Глассов. Окончив семинарию Святого Франциска в 1964 году, продолжил обучение в Университете Эвансвилля, где получил степень бакалавра искусств по специальности драмы и литературы. Годы спустя он начал работать на телевидении.

## Карьера
Его сценический дебют состоялся в театре Гатри в Миннеаполисе до переезда в Голливуд. Ранними выступлениями на телевидении были эпизоды шоу «Сэнфорд и сын» в 1972 году, эпизоды «Все в семье» в 1973 году и эпизоды «Хорошие времена» в 1974 году. В 1975 году он получил роль Рона Харриса в шоу «Барни Миллер», которое продолжалось до 1982 года. В следующем сезоне он также снялся с Демондом Уилсоном на телевидении в непродолжительном ремейке «Странной парочки», под названием «Новая странная парочка».
В 1992 году был задействован в непродолжительной комедии «Ритм и блюз». В 1996 году снялся в роли встревоженного учителя истории Рональда Фелчера в ситкоме NBC «Мистер Родс». В 1999 году появился в эпизоде комедии «Друзья» на NBC как адвокат Росса Геллера, Рассел, а также в «Шоу Косби» как тесть.
С тех пор сыграл в десятках телевизионных сериалов, в том числе комедий, таких как «Дела семейные» и «Юный ангел», где он играл двоюродного брата бога, Рода. Также он снимался в сериале «Звёздный путь: Вояджер» (в эпизоде «Соловей») и научно-фантастическом сериале «Светлячок» (2002), в котором он сыграл Дерриала Бука, христианского проповедника с таинственным прошлым. Также сыграл в фильме «Миссия „Серенити“» (2005).
Озвучивал Рэнди Кармайкла для Nickelodeon в мультсериалах «Детки подросли» и «Ох уж эти детки!» и в видеоигре «Fable II». В 2008 году он появился в фильме «Добро пожаловать в Лэйквью» с Сэмюэлом Л. Джексоном и в фильме «Смерть на похоронах» (2010).

## Личная жизнь
Являлся членом общества Сока Гаккай, организации буддистов-мирян. Гласс умер от дыхательной недостаточности 25 ноября 2016 года в возрасте 71 года.

## Избранная фильмография
| Год       |    | Русское название                    | Оригинальное название          | Роль                  |
| --------- | -- | ----------------------------------- | ------------------------------ | --------------------- |
| 1973      | с  | Все в семье                         | All in the Family              | Джек                  |
| 1973      | с  | Гавайи 5-O                          | Hawaii Five-O                  | Джей Пол              |
| 1974—1976 | с  | Улицы Сан-Франциско                 | The Streets of San Francisco   | Арлин Вашингтон / Эрл |
| 1981      | с  | Супруги Харт                        | Hart to Hart                   | Слеттери              |
| 1985      | с  | Сумеречная зона                     | The Twilight Zone              | Дьявол                |
| 1987      | с  | 227                                 | 227                            | Роберт Стоун          |
| 1989      | с  | Дела семейные                       | Family Matters                 | Бадди Гудрич          |
| 1992      | с  | Она написала убийство               | Murder, She Wrote              | лейтенант Ханрахан    |
| 1993      | с  | Создавая женщину                    | Designing Women                | Панч                  |
| 1993—2001 | мс | Ох уж эти детки!                    | Rugrats                        | Рэнди Кармайкл        |
| 1994      | мс | Аладдин                             | Aladdin                        | Квансир               |
| 1995      | ф  | Гость                               | Houseguest                     | доктор Дерек Бонд     |
| 1996      | ф  | Это моя вечеринка                   | It’s My Party                  | доктор Дэвид Уол      |
| 1997      | с  | Практика                            | The Practice                   | судья Рональд Кент    |
| 1999      | с  | Друзья                              | Friends                        | Расселл               |
| 2000      | с  | Звёздный путь: Вояджер              | Star Trek: Voyager             | Локен                 |
| 2002—2003 | с  | Светлячок                           | Firefly                        | пастор Дерриал Бук    |
| 2003—2008 | мс | Детки подросли                      | All Grown Up                   | Рэнди Кармайкл        |
| 2004      | с  | Женская бригада                     | The Division                   | Барри                 |
| 2005      | ф  | Миссия «Серенити»                   | Serenity                       | пастор Дерриал Бук    |
| 2006—2007 | с  | Акула                               | Shark                          | судья Стюарт Фентон   |
| 2008      | ф  | Добро пожаловать в Лэйквью          | Lakeview Terrace               | Гарольд Перро         |
| 2008      | с  | Грязные мокрые деньги               | Dirty Sexy Money               | Деннис Форд           |
| 2010      | ф  | Смерть на похоронах                 | Death at a Funeral             | Данкан                |
| 2011      | с  | C.S.I.: Место преступления Нью-Йорк | CSI: NY                        | Колби Гласс           |
| 2013      | с  | Особо тяжкие преступления           | Major Crimes                   | Клейтон Картер        |
| 2013—2014 | с  | Агенты «Щ.И.Т.»                     | Agents of S.H.I.E.L.D.         | доктор Страйтен       |
| 2014      | с  | C.S.I.: Место преступления          | CSI: Crime Scene Investigation | Пол Ломакс            |